# Anastazy Karnkowski

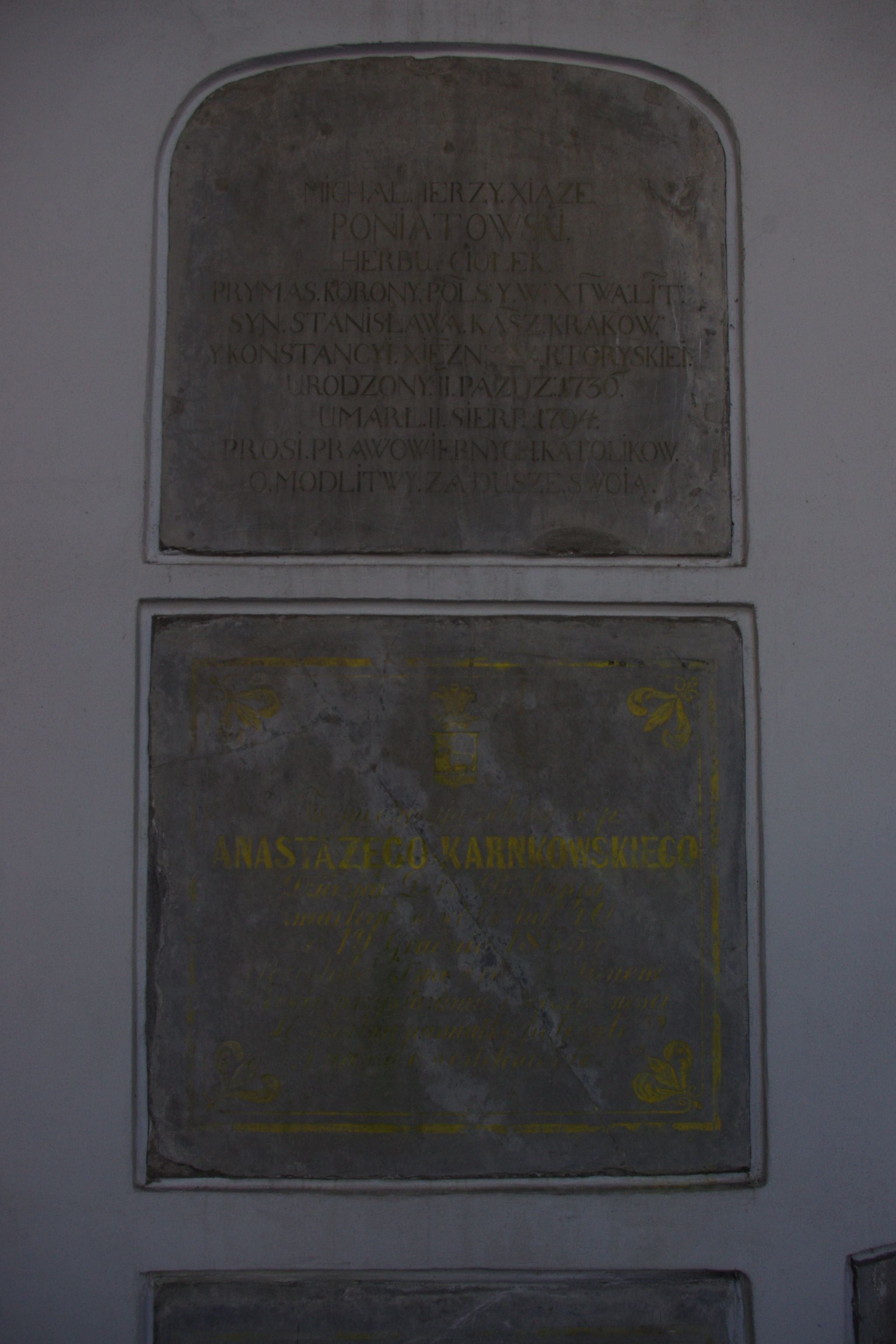
Grób ziemianina Anastazego Karnkowskiego w katakumbach warszawskiego cmentarza Powązkowskiego

Anastazy Karnkowski z Karnkowa herbu Junosza (ur. 1814, zm. 18 grudnia 1855 w Warszawie) – polski ziemianin, dziedzic dóbr Biskupie w powiecie konińskim, właściciel wsi Karnkowo.
Pochowany w katakumbach na cmentarzu Powązkowskim w Warszawie (rząd 167, grób 6, poniżej prymasa Michała Jerzego Poniatowskiego).